# Thomas Horsten
Thomas Horsten (Veldhoven, 5 januari 1994) is een Nederlands voetballer die bij voorkeur als middenvelder speelt. 
Horsten werd in 2002 opgenomen in de jeugdopleiding van PSV. Daarvoor voetbalde hij bij VV UNA. Horsten debuteerde op 3 augustus 2013 in het betaald voetbal in het shirt van (Jong) PSV, tegen Sparta Rotterdam. Hij tekende in oktober 2014 bij SS Cavese 1919. Dat lijfde hem transfervrij in nadat PSV zijn contract niet meer verlengde. In januari 2015 ging hij naar FC Eindhoven. Medio 2018 liep zijn contract af en in oktober van dat jaar sloot Horsten aan bij SV TEC. In het seizoen 2019/20 keert Horsten terug bij zijn jeugdclub UNA.

## Statistieken
| Seizoen         | Club            |                    | Competitie      | Competitie | Competitie | Beker | Beker | Internationaal | Internationaal | Totaal | Totaal |
| Seizoen         | Club            | Wed.               | Competitie      | Dlp.       | Wed.       | Dlp.  | Wed.  | Dlp.           | Wed.           | Dlp.   |        |
| --------------- | --------------- | ------------------ | --------------- | ---------- | ---------- | ----- | ----- | -------------- | -------------- | ------ | ------ |
| 2013/14         | Jong PSV        | Vlag van Nederland | Eerste divisie  | 31         | 1          | -     | -     | -              | -              | 31     | 1      |
| 2014/15         | FC Eindhoven    | Vlag van Nederland | Eerste divisie  | 1          | 0          | -     | -     | -              | -              | 1      | 0      |
| 2015/16         | FC Eindhoven    | Vlag van Nederland | Eerste divisie  | 21         | 0          | -     | -     | -              | -              | 21     | 0      |
| 2017/18         | FC Eindhoven    | Vlag van Nederland | Eerste divisie  | 6          | -          | 1     | -     | -              | -              | 7      | 0      |
| Carrière totaal | Carrière totaal | Carrière totaal    | Carrière totaal | 53         | 1          | 0     | 0     | 0              | 0              | 53     | 1      |

Bijgewerkt t/m 26 september 2017